# Нявежис (баскетбольный клуб)
«Няве́жис» (лит. BC Nevėžis) — литовский баскетбольный клуб из Кедайняй. Назван по реке Нявежис, протекающей через Кедайняй.
С 2002 команда играет в Литовской баскетбольной лиге (ЛБЛ) — высшем дивизионе чемпионата Литвы, с сезона 2004/2005 — в первенстве Балтийской лиги.
Высшее достижение в чемпионате Литвы — 4-е место в 2006 году, в Балтийской лиге — 4-е место в 2006 году и победа во втором дивизионе в 2008 году.

## Известные игроки
- Йонас Мачюлис (2004—2005)
- Видас Гинявичюс (2011—2012, 2013—2014)